# ماونت أوبورن (إلينوي)
ماونت أوبورن (بالإنجليزية: Mount Auburn)‏ هي منطقة سكنية تقع في الولايات المتحدة في إلينوي. يقدر عدد سكانها بـ 480 نسمة.

## الموقع الجغرافي
الموقع الجغرافي للمناطق المحيطة بهذه النقطة هو كالتالي: